# Isabelle Krieg
Isabelle Krieg (* 15. November 1971 in Freiburg im Üechtland) ist eine Schweizer Künstlerin. Zu ihren Arbeiten gehören Werke der bildenden Künste wie Skulptur, Objektkunst und Installation sowie Malerei, Fotografie, Kunst am Bau und Performance. 

## Leben und berufliche Entwicklung
Isabelle Krieg schloss die Matura Typus B in Freiburg 1991 ab. Nach einem Sommer als Alphirtin und einer Tournee mit dem Kinderzirkus Pipistrello besuchte sie die Scuola Dimitri in Verscio und die Hochschule für Design & Kunst Luzern.
In frühen Werken beschäftigte sie sich mit Malerei und Zeichnung und schuf raumgreifende Installationen, die unter anderem aus Textilien, Holz und Polyurethanschaum, Lichtquellen und Super-8-Projektionen bestanden. In ihrer Arbeit Weltraum / Die Welt entdecken in einem leer stehenden Haus sowie im öffentlichen Raum in Berlin liess sich die Weltkarte an immer neuen, unerwarteten Orten und in verschiedener Materialisierung auffinden. Eine Weltkarte aus Kaffeeschaum in einer Tasse führte zu der sich bis heute erweiternden Arbeit Unerledigt, in der das Weltgeschehen in Form von mit Kakao und Kaffee gemalten Porträts von in Massenmedien abgebildeten Personen als schmutziges Geschirr aufgetürmt wird.
Die Bespielung von Innen- und Aussenräumen wurde zu einem Kernthema ihrer Arbeit etwa mit Schaumschauen im mit Schaum überquellenden Turmatelier des Istituto Svizzero in Rom, ebendort als lebende Brunnenfigur mit der Performance Überfluss; mit "Busenwolken" in der Arbeit Milchstrasse im Garten des MAHF, Museum für Kunst und Geschichte in Freiburg, mit einem Bach, der über das gesamte Hab und Gut der Künstlerin hinwegplätschert, in den Arbeiten Curriculum I und II im Musée Jurassien des Arts in Moutier und im Kunstmuseum Bern, mit einer Feuerstelle aus Discokugeln und den Abendbroten im öffentlichen Raum in Bern und Chur oder mit verkohlten Bäumen im Kunsthaus Biel Centre d’art Bienne für die Ausstellung Krieg Macht Liebe.
Zugleich gewann sie Wettbewerbe für Kunst am Bau: Sie schuf im Innenhof des interkantonalen Gymnasiums der Broye in Payerne einen stilisierten Zen-Garten, in Zusammenarbeit mit dem Architekten Ralph Alan Mueller für das Obwaldner Kantonsspital in Sarnen einen Waldachin aus Baumkronen an der Decke des Verbindungsbaus zwischen Operationstrakt und Bettenhaus und mit éclipse im mittelalterlichen Freiburger Rathaus einen zweifarbigen Hartbetonboden mit Terrazzo-Elementen, der eine Sonnenfinsternis mit Korona darstellt.
In Weisser Katzenreigen schuf sie ein Mobile aus sämtlichen Knochen eines Katzenskeletts und richtete in einem ehemaligen steinernen Ziegenstall im Bergell auf über 2300 Meter über Meer einen Salon d’O ein, der unter anderem aus 22'200 farbigen Filzkügelchen bestand. Ein Überblick über ihr Schaffen wurde im Frühling 2019 in der Ausstellung «ALL TAG» im Kunstmuseum Solothurn gezeigt.
In jüngerer Zeit entstanden grosse Installationen, so in der Kunsthalle Arbon mit Wellengang, für den sie durch die ehemalige Industriehalle parallele Streifen aus zerrissenen Altkleidern spannte, die vom Publikum in eine wellenförmige Bewegung gebracht werden konnten. 2022 zeigte das Museum für Kunst und Geschichte in Freiburg in der Einzelaustellung Ruinaissance bestehende sowie auch neuere Arbeiten wie die Wellenzeichen aus mit Epoxidharz und Pigmenten bearbeiteten Treibhölzern oder das Memento-Mori-Set aus gebrauchten Tischsets. Isabelle Krieg nutzt oft gebrauchte oder gefundene Materialien, die sie neu kombiniert und in andere Zusammenhänge überführt wie in der Arbeit Life Jacket, einer Skulptur aus übereinandergeschichteten Jacken jeden Lebensalters.

## Ausstellungen (Auswahl)

### Einzelausstellungen
- 2025: unendlich endlich, Kunstmuseum Thurgau
- 2023: SUPERNORMALMARKT, Galerie Stephan Witschi, Zürich
- 2023: Wie viele Erden, Mobiliar, Bern[13]
- 2022: RUINAISSANCE, MAHF, Fribourg
- 2021: Wellengang, Kunsthalle Arbon
- 2019: ALL TAG, Kunstmuseum Solothurn[14]
- 2019: KREISEN IM ALL TAG, Städtische Galerie Dresden
- 2018: Realität, Galerie Stephan Witschi, Zürich
- 2018: Von allem viel, Galerie Ursula Walter, Dresden
- 2016: flüchtig, Galerie Luciano Fasciati, Chur
- 2013: Essen, Kulturhotel Piz Tschütta, Vnà
- 2012: Vorzimmer, OG9, Zürich
- 2011: Lächerliche Ewigkeit, Galerie Christinger De Mayo, Zürich
- 2010: Wandering Through Soul Provinces, Museo Cantonale d’Arte, Lugano
- 2009: Kompost, Substitut, Berlin
- 2007: Pleasure Garden, Stiftung Binz39, Zürich
- 2007: Schicht, Galerie Luciano Fasciati, Chur
- 2007: Krieg macht Liebe, Kunsthaus Pasquart, Biel/Bienne
- 2006: Uh uh, White Space, Zürich
- 2005: Milchstrasse, Museum für Kunst und Geschichte Freiburg (CH)
- 2005: Nichts verloren, Stadtgalerie Bern
- 2004: Curriculum I, Musée jurassien des Arts Moutier
- 2000: Time is on my side, Ausstellungsraum o. T., Luzern

### Gruppenausstellungen
- 2024: Voodoo, Kunsthalle Schlieren
- 2024: Schimelrych bis Chrottehalde, Rehmann-Museum Laufenburg
- 2024: DA_SEIN, Aux Losanges, Tschiertschen
- 2023: Franz Hohler. Hallo. Guten Tag. Oder gute Nacht, Kunstmuseum Olten
- 2023: Transformationen, Franz Gertsch Museum Burgdorf
- 2022: doing family, Vögele Kultur Zentrum, Pfäffikon
- 2022: Alpenfliessen, Sils Museum, Sils
- 2022: Neue Kollektion – Kunst hier und jetzt, Neuerwerbungen des Kunstmuseums Thurgau
- 2021: VORÜBERGEHEND, Idylle und Künstlichkeit, Biennale Weiertal
- 2020: STILL_LEBEN, Galerie Luciano Fasciati, Chur
- 2019: BEGEGNUNGEN, Rosenhügel Chur
- 2019: Der grüne Henry, öffentlicher Raum, Zürich
- 2018: fields of disappearance III, Binz39, Zürich
- 2017: Arte Albigna, Val Bregaglia
- 2016: Transactions, anlässlich Manifesta 11, Universität Zürich
- 2016: Bahnen, Kunstraum Geh8, Dresden (mit Anja Kempe und Tina Beifuss)
- 2016: Global Home – yes Paradise no,  Abu Dhabi, VAE
- 2014: L’immense édifice du souvenir, Galerie Christinger De Mayo, Zürich
- 2014: Sichtbetonung, Zentralwerk, Dresden
- 2013: Berliner Mood, Gallery Valerie Traan, Antwerpen
- 2012: Nouveau, Nouveau Réalisme, Binz39, Zürich
- 2012: Werk- und Atelierstipendien der Stadt Zürich, Helmhaus Zürich
- 2012: Remue-Ménage, MAM, Salvador da Bahia und Freiburg (CH)
- 2012: Ein Haus ist ein Haus ist ein Haus, Villa Renata, Basel
- 2011: The End and Beyond, Art Today center for contemporary art, Plovdiv
- 2011: Territoires, Bex&Arts 2011, Bex
- 2011: Viel Lärm um Alles, Haus für Kunst Uri, Altdorf
- 2010: Do your actions mention your heart’s intentions, Design Space, Tel Aviv
- 2010: Hätte klappen können, Kunstexpander, Aarau
- 2009: Werkschau 09 des Kantons Zürich, F&F, Zürich
- 2008: Shifting Identities, Kunsthaus Zürich
- 2008: Ego Documents, Kunstmuseum Bern
- 2008: Speicher fast voll, Kunstmuseum Solothurn
- 2006: Antipodes, Frac Lorraine, Metz
- 2006: Biennale A second sight, Prag
- 2003: As a house that moves, Fri-Art, Freiburg (CH)
- 2003: Swiss Art Awards, Basel

## Auszeichnungen
- 2024: Förderpreis des Kantons Thurgau
- 2021: Jurypreis der Biennale Weiertal
- 2009: Werkbeitrag des Kantons Zürich
- 2008: Braziers International Artists Workshop
- 2006: Prix Mobilière Young Art
- 2005: Atelierstipendium für zwei Jahre der Stiftung Binz39, Zürich
- 2005: Werkjahr der UBS-Kulturstiftung
- 2003: Atelier im Schweizerischen Institut in Rom
- 2003: Preis der Stiftung Irène Reymond
- 2003: Atelier im Kulturzentrum Nairs, Scuol
- 2001: Vordemberge-Gildewart-Stipendium
- 1999: Atelierstipendium des Kantons Freiburg in Berlin

## Publikationen
- Isabelle Krieg: Die Welt entdecken. Echtzeit Verlag, Basel 2011, ISBN 978-3-905800-89-0.
- Global Home – yes Paradise no. Hrsg. Sara Tröster Klemm. Ausst.-Kat., mit Khaled Al-Saai, Stefan Guggisberg, Jörg Danielczyk, Mandy Kunze und Benjamin Dittrich. Sandstein Verlag, Dresden/Abu Dhabi 2016, ISBN 978-3-00-052904-7.
- ALL TAG. Monografie zur Einzelausstellung im Kunstmuseum Solothurn / in der Städtischen Galerie Dresden, mit Texten von Kathleen Bühler, Robin Byland und Susanne Magister. Verlag für moderne Kunst, Wien 2019, ISBN 978-3-903269-78-1.